# Ustawa o embargu (1807)
Ustawa o embargu z 1807 roku – uchwalona przez Kongres Stanów Zjednoczonych nakładała pełne embargo na zaangażowane w wojnę Cesarstwo Francuskie oraz Wielką Brytanię. (Zob. blokada kontynentalna).
Embargo było odpowiedzią na naruszanie neutralności Stanów Zjednoczonych poprzez zagarnianie amerykańskich okrętów handlowych wraz z towarami jako pryzu wojennego przez marynarki wojenne obu państw europejskich. Prócz tego Royal Navy stosowała przymusowe wcielanie obywateli amerykańskich do załóg okrętów wojennych. Zarówno Wielka Brytania jak Francja uciekały się do plądrowania amerykańskich jednostek jako sposobu na podtrzymanie wysiłku wojennego. Incydent „Chesapeake”-„Leopard” był najjaskrawszym i najboleśniejszym przykładem tej polityki dla obywateli młodego państwa.
Prezydent Thomas Jefferson działał rozważnie, starając się dopasować odpowiedź do stopnia wzburzenia społeczeństwa. Jego rekomendacją była wojna ekonomiczna, nie mobilizacja wojskowa. Kongres uchwalił ustawę o embargu 22 grudnia 1807 roku. Oczekiwane efekty tego drastycznego posunięcia – kłopoty gospodarcze dla wojujących państw – miały zmusić je do wycofania się z działalności rabunkowej, przymusowego wcielania do służby oraz zmusić do respektowania neutralności Stanów Zjednoczonych. Embargo okazało się niepraktycznym środkiem, fiaskiem zarówno dyplomatycznym jak i ekonomicznym. Po wprowadzeniu nałożyło wielkie ciężary na amerykańską gospodarkę i obywateli.
Szerokozakrojone obchodzenie restrykcji handlu morskiego i lądowego przez amerykańskich kupców oraz luki prawne w ustawie znacząco zmniejszyły siłę embarga. Brytyjscy kupcy przywłaszczyli sobie pozostawione przez Amerykanów, a lukratywne szlaki handlowe. Wzrósł popyt na angielskie towary w Południowej Ameryce, co wynagrodziło straty poniesione w wyniku embarga.
Ustawa podkopała również jedność narodową młodej demokracji, wywołując zajadłe protesty, zwłaszcza w centrach komercyjnych Nowej Anglii. Wzmogła poparcie dla Partii Federalistycznej i przyczyniła się do uzyskania przezeń dużej ilości miejsc w Kongresie. 
1 marca 1809 roku, po 15 miesiącach, w ostatnich dniach kadencji prezydenta Jeffersona embargo zostało odwołane.